# Roskilde Kings
I Roskilde Kings  sono una squadra di football americano di Roskilde, in Danimarca.
Hanno conquistato 4 volte il Mermaid Bowl e una volta la Euro Cup.
Nel 2017 hanno disputato la 2. division insieme agli Avedøre Monarchs.

## Dettaglio stagioni

### Tornei nazionali

#### Campionato

##### Nationalligaen
| Stagione | regular season | regular season | regular season | regular season | regular season | regular season | playoff | playoff | playoff | playoff | playoff | playoff    | playoff          |
|          | Vin            | Par            | Per            | Tot            | PF             | PS             | Vin     | Per     | Tot     | PF      | PS      | risultato  | avversaria       |
| -------- | -------------- | -------------- | -------------- | -------------- | -------------- | -------------- | ------- | ------- | ------- | ------- | ------- | ---------- | ---------------- |
| 1999     | 4              | 0              | 2              | 6              | 143            | 61             | 0       | 1       | 1       | 13      | 35      | Semifinale | Kronborg Knights |
| Totale   | 4              | 0              | 2              | 6              | 143            | 61             | 0       | 1       | 1       | 13      | 35      |            |                  |

Fonti: Enciclopedia del Football - A cura di Roberto Mezzetti

##### 1. division/Kvalifikations Ligaen
| Stagione | regular season | regular season | regular season | regular season | regular season | regular season | playoff | playoff | playoff | playoff | playoff | playoff      | playoff             |
|          | Vin            | Par            | Per            | Tot            | PF             | PS             | Vin     | Per     | Tot     | PF      | PS      | risultato    | avversaria          |
| -------- | -------------- | -------------- | -------------- | -------------- | -------------- | -------------- | ------- | ------- | ------- | ------- | ------- | ------------ | ------------------- |
| 2012     | 9              | 0              | 1              | 10             | 353            | 114            | 0       | 1       | 1       | 0       | 50      | Non promossi | Middelfart Stingers |
| 2013     | 8              | 0              | 2              | 10             | 334            | -              | -       | -       | -       | -       | -       | -            |                     |
| 2015     | 7              | 0              | 3              | 10             | 217            | 139            | 0       | 1       | 1       | 6       | 34      | Non promossi | Horsens Stallions   |
| 2016     | 5              | 0              | 5              | 10             | 225            | 262            | -       | -       | -       | -       | -       | -            | -                   |
| Totale   | 29             | 0              | 11             | 40             | 1129           | 676            | 0       | 2       | 2       | 6       | 84      |              |                     |

Fonti: Enciclopedia del Football - A cura di Roberto Mezzetti

##### 2. division
| Stagione | regular season | regular season | regular season | regular season | regular season | regular season | playoff | playoff | playoff | playoff | playoff | playoff                                    | playoff    |
|          | Vin            | Par            | Per            | Tot            | PF             | PS             | Vin     | Per     | Tot     | PF      | PS      | risultato                                  | avversaria |
| -------- | -------------- | -------------- | -------------- | -------------- | -------------- | -------------- | ------- | ------- | ------- | ------- | ------- | ------------------------------------------ | ---------- |
| 2014     | 5              | 0              | 5              | 10             | 244            | 177            | 2       | 0       | 2       | 74      | 15      | Primo posto nel Girone 1 di qualificazione | [ 1 ]      |
| Totale   | 5              | 0              | 5              | 10             | 244            | 177            | 2       | 0       | 2       | 74      | 15      |                                            |            |

Fonti: Enciclopedia del Football - A cura di Roberto Mezzetti

### Tornei internazionali

#### Euro Cup
| Stagione | regular season | regular season | regular season | regular season | regular season | regular season | playoff | playoff | playoff | playoff | playoff | playoff   | playoff        |
|          | Vin            | Par            | Per            | Tot            | PF             | PS             | Vin     | Per     | Tot     | PF      | PS      | risultato | avversaria     |
| -------- | -------------- | -------------- | -------------- | -------------- | -------------- | -------------- | ------- | ------- | ------- | ------- | ------- | --------- | -------------- |
| 1997     | -              | -              | -              | -              | -              | -              | 1       | 0       | 1       | 21      | 13      | Campioni  | Seaside Vipers |
| 1998     | 0              | 0              | 3              | 3              | 45             | 81             | -       | -       | -       | -       | -       | -         | -              |
| 1999     | 1              | 0              | 2              | 3              | 38             | 60             | -       | -       | -       | -       | -       | -         | -              |
| Totale   | 1              | 0              | 5              | 6              | 83             | 141            | 1       | 0       | 1       | 21      | 13      |           |                |

Fonti: Enciclopedia del Football - A cura di Roberto Mezzetti

### Riepilogo fasi finali disputate
| Anno              | Luogo    | Evento                | Fase del torneo      | Incontro                             | Risultato     |
| 1997              |          | Euro Cup              | Finale               | Roskilde Kings - Seaside Vipers      | 21 - 13       |
| 19 giugno 1999    |          | Nationalligaen        | Semifinale           | Kronborg Knights - Roskilde Kings    | 35 - 13       |
| 16 settembre 2012 | Roskilde | 1. division           | Semifinale           | Roskilde Kings - Middelfart Stingers | 0 - 50 d.g.s. |
| 4 ottobre 2015    | Horsens  | Kvalifikations Ligaen | Spareggio promozione | Horsens Stallions - Roskilde Kings   | 34 - 6        |

## Palmarès

### Titoli nazionali
- 4 Mermaid Bowl (1996, 1997, 2001, 2005)
- 1 Elming Bowl (2011)

### Titoli europei
- 1 Euro Cup (1997)